# یاکیرا
یاکیرا (انگلیسی: Yakira) شرکت پوشاک آمریکایی است، که در سال ۱۹۹۳ توسط مارک اکو تأسیس شد.